# Танталат свинца(II)
Танталат свинца(II) — неорганическое соединение, соль свинца и танталовой кислоты с формулой Pb(TaO3)2. Это кристаллы, нерастворимые в воде.

## Физические свойства
Танталат свинца(II) образует кристаллы
ромбической сингонии, параметры ячейки a = 1,768 нм, b = 1,772 нм, c = 0,7754 нм, Z = 20,
структура типа ниобата свинца Pb(NbO3)2
.
При температуре 265°С в соединении происходит фазовый переход.
Не растворяется в воде.

## Применение
- Используется как сегнетоэлектрик [3].